# Blek le rat
Blek le rat, pseudonimo di Xavier Prou (Parigi, 1951), è un artista francese.
Lo pseudonimo Blek le Rat è ispirato al personaggio di Blek Macigno, dal fumetto Il grande Blek.

## Storia
Considerato uno dei pionieri della street art, comincia a dipingere con un amico nel 1981 con il nome collettivo di "de Blek", mentre successivamente lavorerà da solo. Nel 1992 fu condannato dal tribunale a pagare una multa per aver danneggiato beni appartenenti ad altri e da allora non dipinge più direttamente sui muri, ma su dei poster che attacca successivamente. Utilizza principalmente la tecnica dello stencil graffiti.
Oggi i suoi lavori influenzano i migliori artisti della scena street art nel mondo, tanto che Banksy ha dichiarato che "ogni volta che dipingo qualche cosa, scopro che Blek le rat l'aveva già fatto 20 anni fa".